# C/2019 Y4 (ATLAS)
O C/2019 Y4 (ATLAS) (ou Cometa ATLAS) é um cometa com uma órbita não periódica descoberto pela pesquisa do ATLAS em 28 de dezembro de 2019. Ele recebeu ampla cobertura da mídia devido ao seu aumento dramático no brilho e na órbita semelhante ao Grande Cometa de 1844, mas em 22 de março de 2020, o cometa começou a se desintegrar. Tais eventos de fragmentação são muito comuns para Kreutz Sungrazers. O cometa continua a desaparecer e não alcançará a visibilidade a olho nu. Em meados de maio, o cometa ATLAS parece muito difuso, mesmo em um telescópio.
O C/2019 Y4 (ATLAS) foi o cometa mais brilhante de 2020 em 30 de março, quando tinha uma magnitude aparente de cerca de 7, mas atualmente está em torno da magnitude 9, tornando-o cerca de seis vezes mais escuro que o brilho máximo. É mais fraco que C/2017 T2 (PanSTARRS), C/2019 Y1 (ATLAS), C/2019 U6 (LEMMON) e C/2020 F8 (SWAN). Pode ser encontrado com um telescópio na constelação de Perseu como um objeto difuso. Devido ao evento de fragmentação, não se espera que o cometa brilhe e não alcançará visibilidade a olho nu. Chegou ao ponto mais próximo da Terra em 23 de maio e chegou ao periélio (mais próximo do Sol) em 31 de maio.
Em abril de 2020, os astrônomos relataram, no The Astronomer's Telegram, a possível desintegração do cometa ATLAS. O cometa se fragmentou em pelo menos 4 pedaços. A NASA relatou posteriormente que o Telescópio Espacial Hubble identificou que poderia haver cerca de "30 fragmentos em 20 de abril e 25 peças em 23 de abril". A fragmentação pode ser o resultado de desgasificação, causando um aumento na centrífuga. força do cometa.
O Solar Orbiter voou pela cauda de íons do cometa ATLAS entre 31 de maio e 1º de junho e a cauda de poeira em 6 de junho. 

## Descoberta
O cometa ATLAS foi descoberto em imagens CCD tiradas em 28 de dezembro de 2019, com um telescópio refletor de 0,5 m (20 pol) no topo de Mauna Loa, no Havaí. As imagens foram tiradas como parte do sistema de alerta de impacto terrestre de asteróide (ATLAS). No momento de sua descoberta, o cometa brilhava na magnitude 19,6 na constelação da Ursa Maior, vista da Terra. Larry Denneau foi o primeiro a identificar a aparência cometária do objeto, colocando o objeto na página de confirmação de possíveis cometas do Minor Planet Center, alertando outros astrônomos. Outras observações nos dias subsequentes identificaram um coma; uma cauda de cometa tornou-se cada vez mais aparente à medida que as observações continuavam.

## Observação inicial e brilho
Entre o início de fevereiro e o final de março, o cometa ATLAS aumentou de magnitude 17 para magnitude 8, representando um aumento de 4000 vezes no brilho. Em março de 2020, o brilho do cometa aumentou quatro magnitudes. Atualmente, a cor verde ou aquática do Y4 do C/2019 decorre de emissões de carbono diatômico com uma cauda multicolorida de 1,2 ° ou 10 'ou 3,3 milhões de km, mais do que o dobro da largura do Sol. O alcance externo da cauda do ATLAS ainda é fraco, mas os filamentos gasosos podem estar varrendo as estrelas. Como um objeto difuso, o cometa precisaria atingir uma magnitude aparente de cerca de 3-4 para ser óbvio para o observador casual em um céu escuro. Um cometa de 4ª magnitude no crepúsculo não é muito impressionante nem óbvio. No início de abril, o cometa desapareceu devido a um evento significativo de fragmentação. Em 14 de abril de 2020, foram relatadas estimativas iniciais da produção de água pelo cometa e constataram "uma taxa de produção de água de 1,25 × 1028 +/- 5 × 1025 mol / s dentro de uma abertura de 100.000 km". 

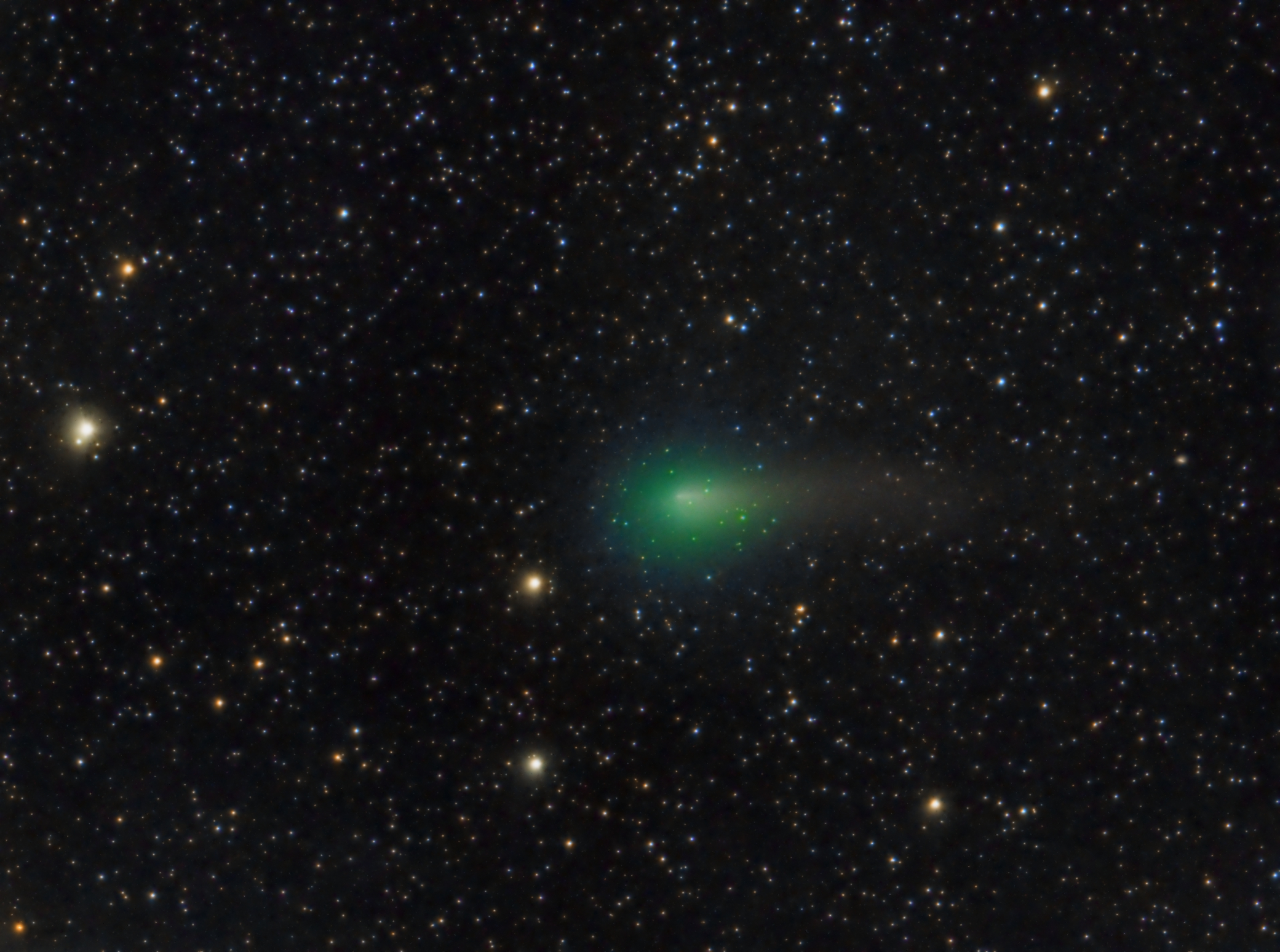
Cometa ATLAS - coma reduzido (15 de abril de 2020)

## Orbita
Na época de sua descoberta, o cometa ATLAS era quase 3 unidades astronômicas (AU) do Sol. Os primeiros cálculos orbitais para o cometa foram publicados na Circular Eletrônica do Planeta Menor e foram baseados em observações realizadas entre 28 de dezembro de 2019 e 9 de janeiro de 2020, indicando um período orbital de 4.400 anos e um periélio de 0,25 UA. Observaram-se semelhanças entre os elementos orbitais de C/2019 Y4 e o Grande Cometa de 1844 (C/1844 Y1), sugerindo que C/2019 Y4 é um fragmento do mesmo órgão parental, dividido cerca de cinco mil anos atrás.
O JPL Small-Body Database usando uma época de 18 de fevereiro de 2020 mostra o ATLAS com um período orbital de aproximadamente 6.000 anos, mas essa solução inclui perturbações enganosas enquanto estiver dentro da região planetária. Uma solução baricêntrica mais útil antes do cometa entrar na região planetária mostra um período orbital de entrada de cerca de 4.800 anos. O cometa alcançará seu ponto mais próximo do Sol em 31 de maio de 2020. Depois de deixar a região planetária, o cometa terá um período orbital de saída de cerca de 5.200 anos.
A fragmentação do C/2019 Y4 no final de março de 2020 alterou as velocidades dos fragmentos em até 10 metros/segundo (25000 km / mês). Essa pequena mudança na velocidade pode causar uma grande mudança no período orbital a longo prazo desses fragmentos quase parabólicos. O curto arco de observação de aproximadamente 10 dias para esses fragmentos resulta em grandes incertezas nos períodos orbitais.

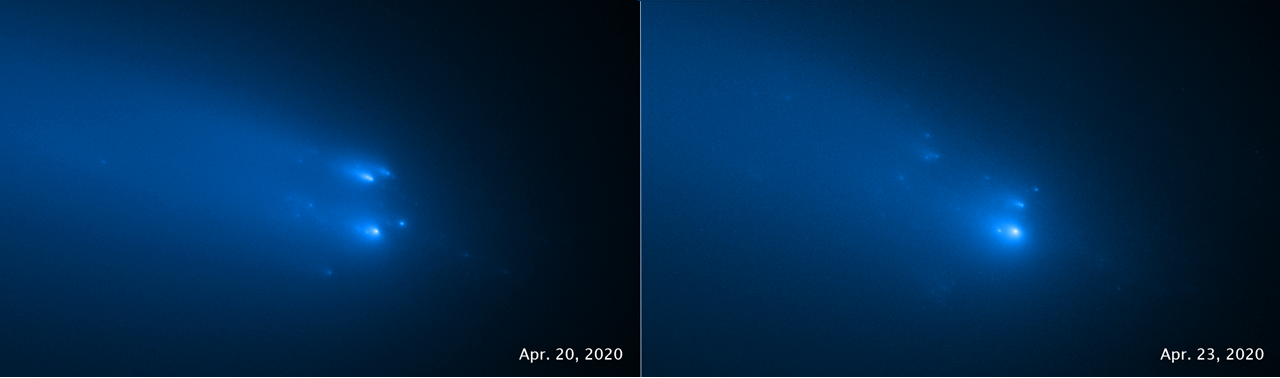
Fragmentos do cometa ATLAS observados pelo Telescópio Espacial Hubble no final de abril de 2020

| Fragmento   | Período Orbital (anos) | Abordagem mais próxima da terra  | arc obs (dias) |
| ----------- | ---------------------- | -------------------------------- | -------------- |
| C/2019 Y4-A | ejeção                 | 0.7855 AU (117.51 milhões de km) | 27             |
| C/2019 Y4-B | ejeção                 | 0.7839 AU (117.27 milhões de km) | 15             |
| C/2019 Y4-C | 337±258                | 0.7729 AU (115.62 milhões de km) | 9              |
| C/2019 Y4-D | 96±81                  | 0.7767 AU (116.19 milhões de km) | 8              |
| C/2019 Y4-E | 88±32                  | 0.7794 AU (116.60 milhões de km) | 6              |

## Localização
Entre janeiro e março de 2020, o cometa foi localizado na constelação da Ursa Maior. Durante o mês de abril, o cometa esteve na constelação de Camelopardalis. Em 12 de maio, mudou-se para Perseu. Será 0,78 UA (117 milhões de km; 300 LD) da Terra em 23 de maio, durante uma lua nova, quando o cometa estiver a 17 graus do Sol. Em seu periélio em 31 de maio, estará na constelação de Touro a 12 graus do Sol.